# Rasmus Persson (radiopratare)
Rasmus Oskar Persson, född 21 september 1983 i Östanås, Ransäters församling, är en svensk programledare och researcher. 
Persson var tidigare programledare och researcher för radioprogrammet Christer. Han har även varit programledare för bland annat Alfabetet och Satsommar i P3 tillsammans med Hanna Andersson. I mars 2014 började han som programledare och researcher för Christer och Morgan rapporterar.
Rasmus spelade 2005 fyra elitseriematcher med Färjestads A-lag i ishockey.
 i P3.
Sedan 2016 har Rasmus tillsammans med Bo Sjökvist  satt upp varietéföreställningar på Kiviks Marknad under namnet Varieté Meduza.